# Liste der Komponisten/L

## La
- Alfred La Liberté (1882–1952)
- Théodore Labarre (1805–1870)
- Joseph L’Abbé (1727–1803)
- August Labitzky (1832–1903)
- Joseph Labitzky (1802–1881)
- Joseph Labor (1842–1924)
- Jean-Benjamin de Laborde (1734–1794)
- Mario Labroca (1896–1973)
- Wiktor Labuński (1895–1974)
- Sophie Lacaze (* 1963)
- Francisco de Lacerda (1869–1934)
- Osvaldo Lacerda (1927–2011)
- Helmut Lachenmann (* 1935)
- Franz Lachner (1803–1890)
- Ignaz Lachner (1807–1895)
- Vincenz Lachner (1811–1893)
- Louis Lacombe (1818–1884)
- Paul Lacombe (1837–1927)
- Ezra Laderman (1924–2015)
- Ignaz Anton Ladurner (1766–1839)
- Joseph Aloys Ladurner (1769–1851)
- Ruggero Laganà (* 1956)
- Rewas Laghidse (1921–1981)
- Christian Lahusen (1886–1975)
- László Lajtha (1892–1963)
- Yehoshua Lakner (1924–2003)
- Édouard Lalo (1823–1892)
- Alain Lalonde (* 1951)
- Jean-François Lalouette (1651–1728)
- Juarés Lamarque Pons (1917–1982)
- José Ángel Lamas (1775–1814)
- Joseph Francis Lamb (1877–1960)
- Francesco Lambardi (≈1587–1642)
- Constant Lambert (1905–1951)
- Lucien-Léon Guillaume Lambert (1858–1945)
- Michel Lambert (1610–1696)
- Ton Lambij (1954–2002)
- Frederic Lamond (1868–1948)
- John La Montaine (1920–2013)
- Petros Lampadarios (≈1730–1777)
- Walther Lampe (1872–1964)
- Gerhard Lampersberg (1928–2002)
- Elmar Lampson (* 1952)
- Giovanni Battista Lampugnani (1708–1788)
- Juan José Landaeta (1780–1814)
- Stefano Landi (1587–1639)
- Francesco Landini (≈1325–1397)
- Marcel Landowski (1915–1999)
- Guillaume Landré (1905–1968)
- Cristina Landuzzi (* 1961)
- Philip Lane (* 1950)
- Matthieu Lanes (1660–1725)
- Benjamin Lang (* 1976)
- Hans Lang (1897–1968)
- Hans Lang (1908–1992)
- István Láng (1933–2023)
- Ivana Lang (1912–1983)
- Johann Georg Lang (1722/24–1798)
- Margaret Ruthven Lang (1867–1972)
- Max Lang (1917–1987)
- Walter Lang (1896–1966)
- Ulf Långbacka (* 1957)
- Gregor Lange (≈1552–1587)
- Gustav Lange (1830–1889)
- Gustav Lange (1861–1939)
- Otto Langey (1851–1922)
- Rued Langgaard (1893–1952)
- Siegfried Langgaard (1852–1914)
- Louise (Langhans-)Japha (1826–1910)
- Jean Langlais (1907–1991)
- Joseph Lanner (1801–1843)
- Paul Lansky (* 1944)
- Pierre Lantier (1910–1998)
- Hugo de Lantins (fl. ≈1425)
- Alcides Lanza (1929–2024)
- Salvatore Lanzetti (1710–1780)
- Raoul Laparra (1876–1943)
- Erasmus Lapicida (≈1450–1547)
- Isidro de Laporta (1750–1808)
- André Laporte (≈1886–1918)
- André Laporte (* 1931)
- Pietro Lappi (≈1575–1630)
- Santo Lapis (1699–1765)
- Carlos Lara Bareiro (1914–1987)
- Thomas Larcher (* 1963)
- John Francis Larchet (1884–1967)
- Antoine Lardenois (1620–1660)
- Lars-Erik Larsson (1908–1986)
- Eduard Lasarew (1935–2008)
- Guillaume Lasceux (1740–1831)
- Blas de Laserna (1751–1816)
- Alexander Lasoń (* 1951)
- Eduard Lassen (1830–1904)
- Moritz Laßmann (* 1987)
- Ferdinando di Lasso (1560–1609)
- Ferdinando di Lasso (1592–1636)
- Orlando di Lasso (1532–1594)
- Rudolfo di Lasso († 1625)
- Christian Ignatius Latrobe (1757–1836)
- Felice Lattuada (1882–1962)
- Heinz Lau (1925–1975)
- Ferdinand Laub (1832–1875)
- Anne Lauber (* 1943)
- Joseph Lauber (1864–1952)
- Thomas Lauck (1943–2024)
- Laue (fl. ≈1760)
- Herbert Lauermann (* 1955)
- Wolff Jakob Lauffensteiner (1676–1754)
- Daniel Laumans (* 1972)
- Bartolomeo Laurenti (≈1644–1726)
- Lodovico Filipo Laurenti (1693–1757)
- Morten Lauridsen (* 1943)
- Rachel Laurin (1961–2023)
- Antonio Lauro (1917–1986)
- Franz Seraphinus Lauska (1764–1825)
- Calixa Lavallée (1842–1891)
- Alphonse Lavallée-Smith (1873–1912)
- Paul Lavender
- Alexandre Jean Albert Lavignac (1846–1916)
- Philibert de Lavigne (≈1700–1760)
- Carlos Lavin (1883–1962)
- Wesley La Violette (1894–1978)
- Mario Lavista (1943–2021)
- János Lavotta (1764–1820)
- Louis Lavoye (1877–1975)
- Dionysios Lavrangas (1860–1941)
- Marc Lavry (1903–1967)
- William Lawes (1602–1645)
- Henry Lawes (1596–1662)
- Filip Lazăr (1894–1936)
- Alberto Lazari (≈ 1600–1637)
- Scipione Lazarini (≈ 1610–1645)
- Henri Lazarof (1932–2013)
- Ferdinando Antonio Lazzari (1678–1754)
- Sylvio Lazzari (1857–1944)

## Le
- John Leavitt (* 1956)
- Henry le Bailly (um 1590 – 1637)
- Luise Adolpha Le Beau (1850–1927)
- Alexei Konstantinowitsch Lebedew (1924–1993)
- Nicolas Antoine Le Bègue (1631–1702)
- Louis Lebel (1831–1889)
- Lojze Lebič (* 1934)
- Fernand Le Borne (1862–1929)
- Éric Lebrun (* 1967)
- Ludwig August Lebrun (1752–1790)
- Louis-Sébastien Lebrun (1764–1829)
- Sébastien Le Camus (um 1610 – 1677)
- Benedikt Lechler (1594–1659)
- Leonhard Lechner (um 1553 – 1606)
- Josef Lechthaler (1891–1948)
- Jean-Marie Leclair (1697–1764)
- Jean-Pantaléon Le Clerc (um 1697 – um 1759)
- Charles Lecocq (1832–1918)
- Juan Vicente Lecuna (1899–1954)
- Ernesto Lecuona (1895–1963)
- Roman Ledenjow (1930–2019)
- Juan de Ledesma (1713?–1781)
- Claude Ledoux (* 1960)
- Jacques Leduc (1932–2016)
- Simon Leduc (1742–1777)
- Dai-Keong Lee (1915–2005)
- Hébert Leemans (1741–1771)
- Benjamin Lees (1924–2010)
- Denis Lefebure (1620–1674)
- Jacques Lefebure (1590 – um 1613)
- Louis Lefébure-Wély (1817–1869)
- Johann Matthias Leffloth (1705–1731)
- Paul Le Flem (1881–1984)
- Nicolas-Jean Lefroid de Méreaux (1745–1797)
- Dorian Le Gallienne (1915–1963)
- Ethel Leginska (1886–1970)
- Luigi Rinaldo Legnani (1790–1877)
- Michel Legrand (1932–2019)
- Guillaume Legrant (nachgewiesen 1418–1456)
- Johannes Legrant (nachgewiesen um 1420–1440)
- Joseph Legros (1739–1793)
- Jean-Pierre Leguay (* 1939)
- Franz Lehár (1870–1948)
- Franz Xaver Lehner (1904–1986)
- Dieter Lehnhoff (* 1955)
- Burt Levy (1936–2010)
- René Leibowitz (1913–1972)
- Jón Leifs (1899–1968)
- Walter Leigh (1905–1942)
- Friedrich Leinert (1908–1975)
- Helvi Leiviskä (1902–1982)
- Édith Lejet (1941–2024)
- Guillaume Lekeu (1870–1894)
- Albert Semjonowitsch Leman (1915–1998)
- Louis Lemaire (um 1693 – um 1750)
- Christophe Le Menu de Saint-Philbert (um 1720 – 1774)
- Jean-Baptiste Lemire (1867–1945)
- Lorenz Lemlin (um 1495 – um 1549)
- Jacques-Nicolas Lemmens (1823–1881)
- Jean-Baptiste Lemoyne (1751–1796)
- Erwin Lendvai (1882–1949)
- Claude Lenners (* 1956)
- Jacques Lenot (* 1945)
- John Lenton (1657–1719)
- Georges Lentz (* 1965)
- Carlo Lenzi (1735–1805)
- Leonardo Leo (1694–1744)
- Tomás León (1826–1893)
- Hubert Léonard (1819–1890)
- Isabella Leonarda (1620–1704)
- Marina Leonardi (* 1970)
- Ruggero Leoncavallo (1857–1919)
- Franco Leoni (1864–1949)
- Giovanni Antonio Leoni (1590–1652)
- Léonin (wirkte 1163–1190?)
- Bohuslav Leopold (1888–1956)
- Anatoliy Lepin (1907–1984)
- Miguel Lerdo de Tejada (1869–1941)
- Sorin Lerescu (* 1953)
- Maurice Le Roux (1923–1992)
- Xavier Leroux (1863–1919)
- Adrian Le Roy (um 1520 – 1598)
- Philipp Franz Le Sage de Richée (um 1650 – um 1710)
- Franciszek Lessel (um 1780 – 1838)
- Jean-François Lesueur (1760–1837)
- Charles Levens (1689–1764)
- Dimitrios Levidis (1886–1951)
- Lazare Lévy (1882–1964)
- Marvin David Levy (1932–2015)
- Louis Lewandowski (1821–1894)
- Sara Lewina (1906–1976)
- Juri Lewitin (1912–1993)
- Ignace Xavier Joseph Leybach (1817–1891)
- Georg Dietrich Leyding (1664–1710)
- Ulrich Leyendecker (1946–2018)

## Lh
- Antoine Lhoyer (1768–1852)

## Li
- Anatol Liadow (1855–1914)
- Dimitrios Lialios (1869–1940)
- Joseph Anton Liber (1732–1809)
- Giuseppe Liberali (vor 1806 – nach 1857)
- Antimo Liberati (1617–1692)
- Bruno Liberda (* 1953)
- Ingvar Lidholm (1921–2017)
- Johann Georg Lickl (1769–1843)
- Cristiano Giuseppe Lidarti (1730–1795)
- José Lidón (1748–1827)
- Rolf Liebermann (1910–1999)
- Paul Ignaz Liechtenauer (1673–1756)
- Cornélis Liégeois (1860–1921)
- Bertus van Lier (1906–1972)
- August Liessens (1894–1954)
- György Ligeti (1923–2006)
- Douglas Lilburn (1915–2001)
- Wincenty Lilius (um 1570–1636)
- Ruben Liljefors (1871–1936)
- Ingmar Liljefors (1906–1981)
- Francisco Raposo Pereira Lima (1845–1905)
- Johannes de Limburgia (15. Jahrhundert)
- Paul Lincke (1866–1946)
- Christian Lindberg (* 1958)
- Magnus Lindberg (* 1958)
- Adolf Fredrik Lindblad (1801–1878)
- Otto Lindblad (1809–1864)
- Johan Lindegren (1842–1908)
- Ludvig Mathias Lindeman (1812–1887)
- Peter Byrnie Lindeman (1858–1930)
- Thomas Linley (Junior) 1756–1778
- Joachim-Dietrich Link (1925–2001)
- Jiři Ignác Linek (1725–1791)
- Johann Georg Linike (um 1680–1762)
- Karol Lipiński (1790–1861)
- Marijan Lipovšek (1910–1995)
- Vatroslav Lisinski (1819–1854)
- Franz Liszt (1811–1886)
- Gaston Litaize (1909–1991)
- Antonio de Literes (1673–1747)
- Carl Ludvig Lithander (1773–1843)
- Genrich Litinski (1901–1985)
- Henry Litolff (1818–1891)
- Heinrich Litzkau (im 17. Jahrhundert)
- Ferdo Livadić (1799–1879)
- Andonios Liveralis (1814–1842)
- Iosif Liveralis (1819–1899)
- Lino Liviabella (1902–1964)

## Lj
- Anatoli Ljadow (1855–1914)
- Sergei Ljapunow (1859–1924)
- Borys Ljatoschynskyj (1895–1968)

## Ll
- Miguel Llobet (1878–1938)
- George Lloyd (1913–1998)
- Andrew Lloyd Webber (1948)

## Lo
- Otto Lob (1834–1908)
- Elias Álvares Lôbo (1834–1901)
- Alonso Lobo (1555–1617)
- Duarte Lobo (um 1565 – 1646)
- Emerico Lobo de Mesquita (1746–1805)
- Pietro Locatelli (1695–1764)
- Henri Loche (* 1929)
- Hans-Gunter Lock (* 1974)
- Matthew Locke (1621–1677)
- Beatriz Lockhart (1944–2015)
- Kathleen Lockhart Manning (1890–1951)
- Charles Martin Loeffler (1861–1935)
- Jacques Loeillet (1685–1748)
- Jean-Baptiste Loeillet de Gant (1688– um 1720)
- John Loeillet (1680–1730)
- Carl Loewe (1796–1869)
- Nicola Bonifacio Logroscino (1698–1764)
- Simon Lohet (um 1550 – 1611)
- Dietrich Lohff (1941–2016)
- Georg Simon Löhlein (1725–1781)
- Horst Lohse (* 1943)
- Alexander Lokschin (1920–1987)
- Hannibal Lokumbe (* 1948)
- Antonio Lolli (um 1725 – 1802)
- Gawriil Jakinowitsch Lomakin (1812–1885)
- Michel Longtin (* 1946)
- José López Alavez (1889–1974)
- Johan Lorentz (um 1610 – 1689)
- Paolo Lorenzani (1640–1713)
- Bernardo Lorenziti (um 1764 – 1813)
- Clément Loret (1833–1909)
- Grégoire Lorieux (* 1976)
- Albert Lortzing (1801–1851)
- Andor Losonczy (1932–2018)
- Johann Anton Losy von Losinthal (um 1645 – 1721)
- Antonio Lotti (um 1667 – 1740)
- Alexina Louie (* 1949)
- Arthur Lourié (1891–1966)
- Alain Louvier (* 1945)
- Herman Severin Løvenskiold (1815–1870)
- Samuel Lover (1797–1868)
- Lowe Edward (1610–1682)

## Lu
- Clarence Lucas (1866–1947)
- Andrea Lucchesi (1741–1801)
- Frank Luchs (* 1959)
- Alvin Lucier (1931–2021)
- Francesco Lucio (1620–1658)
- Vincent Lübeck (1654–1740)
- Nicholas Ludford (um 1485–um 1557)
- Mihkel Lüdig (1880–1958)
- Otto Luening (1900–1996)
- Jean-Baptiste Lully (1632–1687)
- Jean-Louis Lully (1667–1688)
- Hans Christian Lumbye (1810–1874)
- Torbjörn Lundquist (1920–2000)
- Thomas Lupo (1571–1627)
- Gaetano Luporini (1865–1948)
- Witold Lutosławski (1913–1994)
- Henri Lutz (1864–1919)
- Guy-Philippe Luypaerts (1931–1999)
- Guy-Claude Luypaerts (* 1949)
- Carolus Luython (um 1557–1620)
- Diego Luzuriaga (* 1955)
- Luzzasco Luzzaschi (1545–1607)

## Lw
- Alexei Fjodorowitsch Lwow (1798–1870)

## Ly
- Donald Lybbert (1923–1981)
- Christopher Lyndon-Gee (* 1954)
- Michel Lysight (* 1958)
- Johann Lyttich (um 1581–1611)